# Новосибирская государственная филармония
Новосибирская государственная филармония — крупнейшая концертная организация страны, основанная 1 января 1937 года. Каждый месяц Новосибирская филармония проводит около 90 концертов на различных площадках города, таких, как: Государственный концертный зал им. А. М. Каца, Камерный зал филармонии (Дом Ленина), Дом учёных Академгородка, ДК им. Горького, ДК им. Чкалова, ДК «Энергия» и других. Ежегодно коллективы филармонии дают более 1000 концертов в городе и области. Художественный руководитель — Владимир Калужский.
С начала 1990-х годов коллективы Новосибирской филармонии базировались в Доме Политпросвещения, который в народе называли «Большим залом филармонии», весной 2008 года он был закрыт на реконструкцию. 11 сентября 2013 года на его месте был открыт Государственный концертный зал им. Арнольда Михайловича Каца.

## Творческие коллективы
В настоящее время Новосибирскую государственную филармонию представляют 19 творческих коллективов, ведущие концертных программ и солисты филармонии.
Творческие коллективы:
- Новосибирский академический симфонический оркестр (Основатель, художественный руководитель и главный дирижёр оркестра с 1956 по 2007 годы — Арнольд Кац, с 2007 по 2017 год — художественный руководитель и главный дирижёр Гинтарас Ринкявичус, с 2017 по 2022 - художественный руководитель и главный дирижёр Томас Зандерлинг.), с 2022  — художественный руководитель и главный дирижёр Димитрис Ботинис.
- Филармонический камерный оркестр Новосибирской филармонии
- «Filarmonica»-квартет (художественный руководитель народный артист РФ Валерий Карчагин)
- Русский Академический Оркестр (художественный руководитель — народный артист РФ В. П. Гусев)
- Биг-бэнд Владимира Толкачёва
- Новосибирская хоровая капелла (художественный руководитель и главный дирижёр — народный артист РФ Игорь Юдин)
- Ансамбль «Маркелловы голоса» (художественный руководитель — Игорь Тюваев)
- Ансамбль медных духовых «Сибирский брасс» (Художественный руководитель — заслуженный работник культуры и искусства Новосибирской области Николай Сизиков)
- Вокальный ансамбль Павла Шаромова
- Ансамбль ранней музыки Insula Magica (художественный руководитель — заслуженный артист РФ Аркадий Бурханов)
- Джаз-оркестр «Сибирский диксиленд» (основатель и художественный руководитель с 1988 по 2008 годы — Борис Балахнин, с 2008 года художественный руководитель — заслуженный артист РФ Сергей Гершенович)
- Ансамбль солистов «Новосибирская камерата» (художественный руководитель — Михаил Симонян)
- Концертный духовой оркестр
- Фольклорный ансамбль «Рождество» (художественный руководитель — заслуженный деятель искусств РФ Ольга Гурина)
- Эстрадный оркестр (художественный руководитель — заслуженный артист РФ Виктор Иванов)
- Фортепианный дуэт Геннадий Пыстин — Дмитрий Карпов
- Дуэт «Resonance» Яна Повольских — Наталья Кравец
- Театральный коллектив «Ангажемент»
- Отдел Детско-юношеских программ

## Награды
- Благодарность Президента Российской Федерации (23 марта 2006 года) — за большой вклад в развитие музыкального искусства и достигнутые творческие успехи[1].